# ناسا
الإدارة الوطنية للملاحة الجوية والفضاء وتختصر ناسا NASA (ملاحظة 1)، هي وكالة مستقلة تابعة للحكومة الفيدرالية في الولايات المتحدة، والمسؤولة عن برنامج الفضاء المدني الأميركي، بالإضافة إلى الأبحاث في مجالي الطيران والفضاء. تأسست عام 1958، لتحل محل "اللجنة الاستشارية الوطنية للملاحة الجوية"، وذلك بهدف توجيه الجهود الأميركية في مجال الفضاء نحو الطابع المدني، مع التركيز على التطبيقات السلمية في علوم الفضاء.
ومنذ ذلك الحين، قادت "ناسا" معظم برامج استكشاف الفضاء الأميركية، بما في ذلك برنامج "ميركوري"، وبرنامج "جيميني"، ومهمات برنامج "أبولو" بين عامي 1968 و1972، ومحطة الفضاء "سكاي لاب"، وبرنامج مكوك الفضاء.
تدعم "ناسا" في الوقت الراهن محطة الفضاء الدولية إلى جانب "برنامج الطاقم التجاري"، وتشرف على تطوير مركبة "أوريون" ونظام الإطلاق الفضائي ضمن برنامج "أرتميس" الهادف إلى استكشاف القمر.
وتركّز إدارة العلوم في "ناسا" على تعزيز فهم كوكب الأرض من خلال "نظام رصد الأرض"، وتطوير علم فيزياء الشمس عبر "برنامج الأبحاث الشمسية" التابع لمديرية مهام العلوم، واستكشاف أجرام المجموعة الشمسية باستخدام مركبات فضائية روبوتية متقدّمة مثل "نيو هورايزنز" وعربات كوكب المريخ مثل "بيرسيفيرانس"، إلى جانب إجراء أبحاث في الفيزياء الفلكية حول مواضيع مثل "الانفجار العظيم"، من خلال تلسكوب "جيمس ويب" الفضائي، والمراصد الأربعة الكبرى، وبرامج أخرى ذات صلة. كما تُشرف "ناسا" على عمليات الإطلاق غير المأهولة من خلال "برنامج خدمات الإطلاق".

## تاريخ الوكالة

### التأسيس
تعود أصول وكالة الفضاء الأميركية (ناسا) إلى "اللجنة الاستشارية الوطنية للملاحة الجوية"، التي أُنشئت عام 1915 بهدف تعزيز أبحاث وتطوير الطيران في الولايات المتحدة، فعلى الرغم من أن مدينة دايتون في ولاية أوهايو تُعد مهد الطيران، فقد أدركت الولايات المتحدة بحلول عام 1914 أنها متأخرة كثيرًا عن أوروبا في مجال الطيران. لذا جاء تأسيس للجنة الاستشارية الوطنية للملاحة الجوية بعد إنشاء "قسم الطيران" ضمن فيلق الإشارة التابع للجيش الأميركي عام 1914، في إطار جهود لاستعادة الريادة الأميركية في قطاع الطيران.
نفذت للجنة الاستشارية الوطنية للملاحة الجوية وعلى مدى أربعة عقود أبحاثًا في مجال الطيران لصالح القوات الجوية، والجيش، والبحرية، إلى جانب دعم الطيران المدني. توسعت اهتماماتها بعد الحرب العالمية الثانية لتشمل تطوير الصواريخ والطائرات الأسرع من الصوت، من بينها طائرة بيل إكس-١ التي جرى اختبارها بالتعاون مع القوات الجوية. كما نمَت طموحات اللجنة في مجال الفضاء انطلاقًا من برنامجها للأبحاث الصاروخية غير المأهولة.
ومع إطلاق الاتحاد السوفيتي للقمر الصناعي "سبوتنيك 1"، دخل العالم عصر الفضاء وبدأ سباق الفضاء بين القوتين العظميين. ورغم امتلاك للجنة الاستشارية الوطنية للملاحة الجوية برامج صاروخية، أسندت مهمة إطلاق أول قمر صناعي أميركي إلى "مختبر الأبحاث البحرية" ضمن مشروع "فانغارد"، غير أن مشكلات تشغيلية أدت إلى أن تتولى "وكالة الصواريخ الباليستية التابعة للجيش" إطلاق القمر الصناعي إكسبلورر ١ في 1 فبراير 1958، ليكون أول قمر أميركي يصل إلى المدار.
وفي سياق تنظيم الجهود الفضائية، قررت إدارة الرئيس دوايت أيزنهاور فصل البرامج الفضائية المدنية عن العسكرية، والتي كانت حينها تُدار مجتمعة تحت إشراف "وكالة مشاريع الأبحاث المتقدمة" التابعة لوزارة الدفاع. وفي 29 يوليو 1958، صدر "قانون الفضاء والملاحة الجوية" الذي أنشأ رسميًا وكالة ناسا، والتي باشرت عملها في 1 أكتوبر من العام ذاته.
شكلت للجنة الاستشارية الوطنية للملاحة الجوية النواة المؤسسية لناسا، إذ تم نقل حوالي 8000 موظف إليها، بالإضافة إلى ثلاثة مختبرات رئيسية. كما ضمت ناسا لاحقًا مشروع "فانغارد"، و"مختبر الدفع النفاث" التابع للجيش، و"وكالة الصواريخ الباليستية" بقيادة فيرنر فون براون. وبهذا أصبحت ناسا الجهة المدنية المسؤولة عن برامج الفضاء في الولايات المتحدة، في حين أُسندت المهام الفضائية العسكرية إلى القوات الجوية.

### أولى الرحلات المدارية وفوق الصوتية
بدأت الخطط الأميركية للرحلات الفضائية المأهولة قبل تأسيس وكالة ناسا، ضمن جهود القوات المسلحة الأميركية. فقد أطلقت القوات الجوية مشروع "رجل في الفضاء قريبًا" (Man in Space Soonest) عام 1956، إلى جانب مشروع الجيش "آدم" (Project Adam)، اللذين شكّلا معًا الأساس الذي بُني عليه برنامج ميركوري التابع لوكالة ناسا.
أنشأت ناسا "مجموعة المهام الفضائية" لتتولى إدارة البرنامج، والذي خُطّط له أن يشمل رحلات دون مدارية باستخدام صواريخ "ريدستون" التابعة للجيش، ورحلات مدارية بصواريخ "أطلس" التابعة للقوات الجوية. وعلى الرغم من أن ناسا كانت تنوي اختيار رواد الفضاء من المدنيين، إلا أن الرئيس دوايت أيزنهاور أمر بأن يُختاروا من صفوف العسكريين. وهكذا، ضمّت مجموعة "ميركوري 7" الأولى ثلاثة طيارين من القوات الجوية، وثلاثة من البحرية، وواحدًا من مشاة البحرية.
في 5 مايو 1961، أصبح آلان شيبرد أول أميركي يدخل الفضاء، عندما نفّذ رحلة دون مدارية على متن الكبسولة فريدوم 7. وجاءت هذه الرحلة بعد أقل من شهر من إنجاز السوفييتي يوري غاغارين، الذي أصبح أول إنسان في التاريخ ينفذ رحلة مدارية كاملة.
أما أول رحلة مدارية لناسا، فقد نفّذها جون غلين في 20 فبراير 1962، على متن الكبسولة فريندشيب 7، حيث أكمل ثلاث دورات كاملة حول الأرض قبل العودة، واضطر إلى التحكم يدويًا في آخر دورتين بسبب عطل في نظام القيادة الآلية. أما المهمة السادسة والأخيرة من برنامج ميركوري، فقد قام بها غوردون كوبر في مايو 1963، حيث أكمل 22 دورة مدارية على مدى 34 ساعة، على متن الكبسولة فيث 7. ويُعتبر برنامج ميركوري نجاحًا كبيرًا، إذ حقق أهدافه الأساسية المتمثلة في إرسال إنسان إلى المدار، وتطوير أنظمة التتبع والتحكم، وتحديد التحديات المرتبطة بالسفر البشري إلى الفضاء.
ورغم أن اهتمام ناسا انصب بشكل متزايد على الفضاء، إلا أنها لم تتخلَّ عن مهمتها في مجال الطيران. فقد سعت أبحاثها المبكرة إلى البناء على إنجاز الطائرة الأسرع من الصوت X-1، من أجل تطوير طائرة قادرة على التحليق بسرعة فرط صوتية.
وجاءت الطائرة نورث أمريكان إكس-١٥ ثمرة تعاون بين ناسا والقوات الجوية الأميركية، حيث أصبحت أول مركبة اختبار لا تُصنّف كمركبة فضائية مخصصة، تعبر الغلاف الجوي إلى الفضاء الخارجي. كما استخدمت الطائرة كنموذج اختبار لتقنيات برنامج "أبولو"، بالإضافة إلى أنظمة الدفع النفاث "رامجت" و"سكرامجت".

### الهبوط على سطح القمر
في ظل تصاعد التوتر خلال الحرب الباردة بين الولايات المتحدة والاتحاد السوفيتي، كلّف الرئيس جون كينيدي وكالة ناسا بتحقيق هدف طموح: إنزال أميركي على سطح القمر وإعادته سالمًا إلى الأرض قبل نهاية عقد الستينيات. وقد عيَّن جيمس إي. ويب مديرًا لناسا لتحقيق هذا الهدف.
وفي 25 مايو 1961، أعلن الرئيس كينيدي هذا الالتزام رسميًا في خطابه الشهير أمام الكونغرس بعنوان "الاحتياجات الوطنية العاجلة"، قائلًا:
| ناسا | أؤمن بأن على هذه الأمة أن تلتزم بهدف إنزال إنسان على سطح القمر وإعادته سالمًا إلى الأرض قبل نهاية هذا العقد. فلا يوجد مشروع فضائي آخر في هذه الفترة سيكون أكثر إثارة للإعجاب للبشرية، أو أكثر أهمية للاستكشاف طويل المدى للفضاء، ولا أي مشروع سيكون أكثر صعوبة أو كلفة من هذا | ناسا |

ثم جدّد كينيدي دعمه للبرنامج في خطابه الشهير "نختار الذهاب إلى القمر" في 12 أيلول/سبتمبر 1962 في جامعة رايس، سعيًا إلى حشد الدعم الشعبي لمشروع أبولو.
ورغم الانتقادات التي واجهها هذا الهدف من الرئيس السابق دوايت أيزنهاور والمرشح الرئاسي لعام 1964 باري غولدووتر، فقد استطاع كينيدي حماية الميزانية المتزايدة لناسا، والتي خُصص نحو 50% منها للرحلات الفضائية المأهولة. وتشير التقديرات إلى أن نحو 5% من القوى العاملة في الولايات المتحدة كانت تعمل في مرحلةٍ ما ضمن جوانب مختلفة من برنامج أبولو.
واقتداءً بنهج وزارة الدفاع في إدارة المشاريع العسكرية من خلال أنظمة احتياطية، طلبت ناسا من سلاح الجو تعيين اللواء صامويل سي. فيليبس مديرًا لبرنامج أبولو، وتولّى فيرنر فون براون وفريقه في "مركز مارشال لبعثات الفضاء" تطوير صاروخ ساتورن 5، استنادًا إلى تصميم أولي من "وكالة الصواريخ الباليستية للجيش". أما مركبة أبولو فقد صممتها وبنتها شركة نورث أميريكان أفييشن، بينما صممت وبنت وحدة الهبوط القمري شركة غرومان.
ولتطوير المهارات والتقنيات اللازمة لتنفيذ مهمة إلى القمر، أطلقت ناسا برنامج جيميني، والذي استخدم صاروخ "تايتان 2" المعدّل من سلاح الجو لإرسال كبسولة قادرة على حمل رائدين في رحلات فضائية استمرت أكثر من أسبوعين. وقد تميّز البرنامج بتطوير خلايا وقود بدلًا من البطاريات، وأجرى أولى عمليات السير في الفضاء والالتحام بين المركبات.
وبالغم من فشل برنامج رينجر الذي بدأ في خمسينيات القرن العشرين في معظم محاولاته، فقد حقق برنامج "لونار أوربيتر" نجاحًا أكبر، إذ قام برسم خرائط سطح القمر استعدادًا لهبوط أبولو، بالإضافة إلى رصد النيازك وقياس مستويات الإشعاع. كما نفّذ برنامج "سيرفاير" عمليات هبوط آلي على سطح القمر وأخذ عينات من تربته. ورغم الحادث المأساوي "أبولو 1" الذي أودى بحياة ثلاثة رواد فضاء خلال اختبار أرضي، استمر البرنامج.
في 24 و25 ديسمبر 1968، أصبحت مركبة أبولو 8 أول مركبة مأهولة تغادر مدار الأرض وتصل إلى القمر. دار الطاقم حول القمر عشر مرات قبل العودة بسلام إلى الأرض. وكان روادها الثلاثة — فرانك بورمان، جيمس لوفل، وويليام أندرز — أول بشر يشاهدون كوكب الأرض ككرة زرقاء في الفضاء، وأول من عاينوا شروق الأرض، كما التقطوا أول صور للجانب البعيد من القمر. أما الهبوط الأول على سطح القمر، فقد تم من خلال مهمة أبولو 11 بقيادة نيل آرمسترونغ، وبمشاركة باز ألدرن ومايكل كولينز. وتُعد هذه المهمة من أهم إنجازات ناسا، إذ شكّلت نهاية سباق الفضاء، بعدما تخلّى الاتحاد السوفيتي عن طموحاته القمرية. وكانت كلمات آرمسترونغ عند نزوله إلى سطح القمر هي الأشهر في تاريخ استكشاف الفضاء حين قال: «هذه خطوة صغيرة لإنسان، لكنها قفزة عملاقة للبشرية»
يذكر أن ناسا قد نفذت ستّ عمليات هبوط على سطح القمر ضمن برنامج أبولو، كان آخرها مهمة أبولو 17 في عام 1972.

### نهاية برنامج أبولو
كان فيرنر فون براون من المؤيدين لفكرة تطوير محطة فضائية منذ تأسيس ناسا. وبعد انتهاء مهمات أبولو إلى القمر، أطلقت ناسا في عام 1973 أول محطة فضائية لها، سكاي لاب، وذلك في الإطلاق الأخير لصاروخ ساتورن 5. استخدمت سكاي لاب العديد من مكونات أبولو وساتورن، حيث تم تحويل المرحلة الثالثة من صاروخ ساتورن 5 إلى الوحدة الأساسية للمنصة الفضائية.
تعرضت سكاي لاب لأضرار خلال الإطلاق، مما استلزم قيام أول طاقم فضائي بأعمال سير في الفضاء لإصلاحها وجعل المحطة صالحة للسكن والعمل. استضافت سكاي لاب تسع مهمات فضائية، قبل أن يتم إيقاف تشغيلها في عام 1974، وتسقط في الغلاف الجوي للأرض في 1979، قبل انطلاق أول رحلة لمكوك الفضاء بسنتين، مما حال دون إمكانية رفع مداره.
في عام 1975، مثلت مهمة أبولو-سويوز أول رحلة فضائية دولية مشتركة، ونجاح دبلوماسي مهم بين الولايات المتحدة والاتحاد السوفيتي خلال الحرب الباردة، كما كانت آخر رحلة لكبسولة أبولو. في هذه المهمة، تم ربط مركبة أبولو الأميركية بمركبة سويوز السوفيتية في المدار.

### استكشاف الكواكب والعلوم الفضائية
خلال عقد الستينيات، شرعت ناسا في برنامج العلوم الفضائية واستكشاف الكواكب عبر إرسال المسبارات بين الكواكب. كان برنامج مارينر هو البرنامج الرئيسي، حيث أُطلقت مسبارات إلى كوكب الزهرة، والمريخ، وعطارد في تلك الفترة. وكان مختبر الدفع النفاث هو المركز الرائد لناسا في استكشاف الكواكب باستخدام الروبوتات، حيث حقق اكتشافات هامة حول الكواكب الداخلية. رغم هذه النجاحات، رفض الكونغرس تمويل مزيد من المهمات بين الكواكب، فأوقف مدير ناسا جيمس ويب كافة المسبارات المستقبلية لتوجيه الموارد نحو برنامج أبولو.
بعد انتهاء برنامج أبولو، استأنفت ناسا إطلاق مسبارات بين كواكب ووسّعت برنامج العلوم الفضائية. كان الزهرة أول كوكب يستهدف الاستكشاف، نظراً لتشابه العديد من خصائصه مع الأرض. زاره مسبار مارينر 2 الأميركي أولاً، وكُشف أنه كوكب ساخن وقاسي للغاية. تلت ذلك مهمات أخرى مثل مشروع بايونير في السبعينيات، ومسبار ماجلان الذي أجرى خرائط رادارية لسطح الزهرة في الثمانينيات والتسعينيات. تركزت المهمات المستقبلية على مرور المسبارات قرب الزهرة في طريقها إلى وجهات أخرى داخل النظام الشمسي.
كان المريخ محط اهتمام ناسا طويل الأمد بسبب احتمالية وجود حياة عليه في الماضي. كان مسبار مارينر 5 أول مركبة ناسا تحلق بالقرب من المريخ، تلاه مارينر 6 و7. أما مارينر 9 فكان أول مسبار يدور حول المريخ، وأُطلق عام 1975. تلاه برنامج فيكينغ عام 1976 الذي نفذ هبوطين على سطح المريخ. لم تُطلق مهمات لاحقة إلا في 1996 مع مسبار مارس جلوبال سيرفيور ومدلول مارس باثفايندر الذي نشر أول روبوت على المريخ، يسمى سو جونر. في أوائل الألفية الجديدة، وصل مسبار مارس أوديسي (2001) إلى المريخ، وهبط الروبوتان سبيريت وأبورتيونيتي على الكوكب عام 2004. تبعهما مسبار مارس ركونيسانس أوربيتر عام 2005، وهبوطية فينيكس عام 2007. في 2012، كشف مسبار كوريوسيتي أن مستويات الإشعاع على المريخ تعادل تلك الموجودة في محطة الفضاء الدولية، مما عزز فرص استكشاف الإنسان للمريخ، ولاحظ وجود المواد الكيميائية الأساسية للحياة. في 2013، راقب مسبار مافن الغلاف الجوي العلوي والبيئة الفضائية للمريخ، وفي 2018 درس مسبار إنسايت داخل المريخ. حمل مسبار بيرسيفيرانس عام 2021 أول طائرة مروحية خارج كوكب الأرض باسم إنجنويتي.
أطلقت ناسا أيضًا مسبار ميسنجر إلى عطارد عام 2004، وكان أول استخدام لمظلّة شمسية في مهمة فضائية. كما أرسلت مسبارات إلى كواكب النظام الخارجي بدءًا من الستينيات. كان بايونير 10 أول مسبار يمر بجانب المشتري، في حين زود بايونير 11 بأول صور مقربة للكوكب، وكانا أول جسمين يغادران النظام الشمسي. أُطلق برنامج فوياجر عام 1977، ونفذ تحليقات قرب المشتري وزحل ونبتون وأورانوس، متجهًا للخروج من النظام الشمسي. كانت مركبة غاليليو، التي أُطلقت من مكوك الفضاء ديسكفري عام 1990، أول مركبة تدور حول المشتري، حيث اكتشفت دلائل على وجود محيطات تحت سطح قمر أوروبا ولاحظت احتمالية وجود جليد أو ماء سائل. أرسلت ناسا، بالتعاون مع وكالة الفضاء الأوروبية والإيطالية، مهمة كاسيني-هايجنز إلى تيتان، قمر زحل، والذي يُشتبه مع المريخ وأوروبا بوجود حياة عليه. اكتشف كاسيني ثلاثة أقمار جديدة لزحل، ودخل مسبار هايجنز الغلاف الجوي لتيتان، مكتشفًا بحيرات هيدروكربونية سائلة ومحيطات مياه تحت سطح قمر إنسيلادوس، ما قد يدعم وجود حياة. في 2006، أطلقت ناسا مهمة نيو هورايزنز، أول زيارة إلى بلوتو وحزام كويبر.
إلى جانب المسبارات، أطلقت ناسا العديد من التلسكوبات الفضائية. في الستينيات، كانت مرصدات الفلك المدارية أول تلسكوبات مدارية لناسا، تقدم ملاحظات في الطيف فوق البنفسجي، أشعة غاما، الأشعة السينية، والأشعة تحت الحمراء. أطلقت ناسا أيضًا مرصدًا جيوفيزيائيًا لمراقبة الأرض وتفاعلاتها مع الشمس. وكان قمر أوهورو أول تلسكوب مخصص للأشعة السينية، خريطة 85% من السماء واكتشف العديد من الثقوب السوداء.
في التسعينيات وبداية الألفية، أُطلق برنامج المراصد الكبرى الذي يضم أقوى تلسكوبات ناسا. كان تلسكوب هابل الفضائي، الذي أُطلق 1990، قادرًا على رؤية مجرات تبعد 15 مليار سنة ضوئية. واجه التلسكوب عيبًا في مرآته لكنه تم إصلاحه عبر رحلات صيانة بواسطة مكوك الفضاء. أُطلق مرصد كومبتون لأشعة غاما في 1991، مكتشفًا مصدرًا محتملاً لمادة مضادة في مركز مجرتنا، ورصد أن معظم انفجارات أشعة غاما تحدث خارج مجرتنا. أُطلق مرصد شاندرا للأشعة السينية في 1999، وراقب الثقوب السوداء، الكوازار، السوبرنوفا، والمادة المظلمة، وقدم ملاحظات مهمة عن ثقب مجرة درب التبانة ومادة المادة العادية والمظلمة أثناء تصادم المجرات. تلسكوب سبitzer للأشعة تحت الحمراء أُطلق 2003، في مدار يتبع الأرض حول الشمس، واكتشف نجوم الأقزام البنية.
تلسكوبات أخرى مثل مستكشف الخلفية الكونية ومسبار ويلكينسون قدمت أدلة داعمة لنظرية الانفجار العظيم. وأُطلق تلسكوب جيمس ويب الفضائي، المسمى على مدير ناسا الذي قاد برنامج أبولو، في 2021، وهو تلسكوب تحت الأحمر يهدف إلى مراقبة تشكل أولى المجرات، ويُعد خليفة مباشرًا لتلسكوب هابل. كما أُطلق تلسكوب كيبلر عام 2009 لاكتشاف كواكب تدور حول نجوم خارج نظامنا الشمسي قد تكون صالحة للحياة، وكان أول كوكب مؤكد هو كيبلر-22ب داخل منطقة صالحة للحياة.
أطلقت ناسا كذلك عدة أقمار صناعية لدراسة الأرض، منها قمر تييروس للأشعة تحت الحمراء عام 1960، أول قمر أرصاد جوية. تعاونت ناسا مع مكتب الأرصاد الجوية الأميركي على برامج تييروس ونيمبوس للأقمار الجوية، وعملت مع إدارة الخدمات البيئية على أقمار أخرى، كما أطلقت أقمارًا تجريبية في مدار جغرافي ثابت. أول قمر صناعي مخصص لمراقبة الأرض كان لاندسات عام 1972، الذي أدى إلى تطوير أقمار نظام الأقمار البيئية التشغيلية المدارية، وأسهم في اكتشاف تآكل الأوزون.

### مكوك الفضاء
سعت ناسا لتطوير طائرة فضائية منذ ستينيات القرن الماضي، حيث دمجت مهامها الجوية والفضائية في هذا المشروع. كانت الطائرة الفضائية جزءًا من برنامج أوسع يهدف إلى توفير دعم لوجستي روتيني واقتصادي لمحطة فضائية في مدار الأرض تُستخدم كنقطة انطلاق لمهمات إلى القمر والمريخ. كان من المتوقع أن ينهي مركبة إطلاق قابلة لإعادة الاستخدام الحاجة إلى معززات مكلفة وقابلة للاستهلاك مثل ساتورن 5.
في عام 1969، عينت ناسا مركز جونسون للفضاء كمركز رئيسي لتصميم وتطوير وتصنيع المكوك الفضائي، بينما قاد مركز مارشال لرحلات الفضاء تطوير نظام الإطلاق. ساهمت سلسلة طائرات الجسم الحامل التي طورتها ناسا بالتعاون مع القوات الجوية الأمريكية، ومنها طائرة مارتن مارييتا إكس-24، بشكل مباشر في تطوير المكوك الفضائي والطائرات ذات السرعات فوق الصوتية المستقبلية. بدأ التطوير الرسمي للمكوك عام 1972، حيث تعاقدت ناسا مع شركات روكويل الدولية لتصميم المكوك والمحركات، ومارتن مارييتا لخزان الوقود الخارجي، ومورتون ثيقول لصواريخ الدفع الصلبة. حصلت ناسا على ستة مكوكات هي: إنتربرايز، كولومبيا، تشالنجر، ديسكفري، أتلانتيس، وإنديفور.
سمح برنامج المكوك لناسا بإجراء تغييرات كبيرة في تشكيلتها من رواد الفضاء، فبينما كان معظم الرواد السابقين من طياري الاختبار العسكريين، بدأ البرنامج في قبول خبراء علميين وتقنيين من خارج الجيش. ومن الأمثلة الشهيرة على ذلك سالي رايد، أول امرأة أمريكية تطير إلى الفضاء ضمن مهمة STS-7. كما سمح البرنامج بقبول رواد فضاء من حلفاء وشركاء الولايات المتحدة لأول مرة.
أُجريت أول رحلة للمكوك في 1981، عندما أُطلق المكوك كولومبيا في مهمة STS-1، والتي كانت بمثابة اختبار للطائرة الفضائية الجديدة. كانت ناسا تنوي أن يحل المكوك محل أنظمة الإطلاق الأحادية الاستخدام مثل أطلس ودلتا وتايتان التابعة للقوات الجوية، وكذلك نظام أريان التابع لوكالة الفضاء الأوروبية. وقد زادت حمولة المختبر الفضائي (سبايس لاب) التي طورتها وكالة الفضاء الأوروبية من قدرات المهمات العلمية التي نفذها المكوك مقارنة بما كانت ناسا قادرة عليه سابقًا.
أطلقت ناسا أولى أقمارها الصناعية التجارية عبر مهمة STS-5، وفي 1984 نفذت مهمة STS-41-C أول خدمة صيانة لقمر صناعي في المدار عندما استعاد مكوك تشالنجر قمر سولار ماكسيموم المعطل وقام بإصلاحه. كما كان بإمكان المكوك إعادة الأقمار الصناعية المعطلة إلى الأرض مثل بالابا B2 ووستار 6 لإصلاحها ثم إعادة إطلاقها.
على الرغم من تقديم المكوك عصرًا جديدًا من رحلات الفضاء مع تعاقد ناسا مع شركات تجارية لخدمات الإطلاق، تعرض المكوك لانتقادات لعدم كونه قابلًا لإعادة الاستخدام بالدرجة والكفاءة المعلنة. في 1986، أدى انفجار مكوك تشالنجر في مهمة STS-51L إلى فقدان المركبة وسبعة رواد فضاء، مما أدى إلى تعليق كافة رحلات المكوك لمدة 36 شهرًا، واضطرت 44 شركة تجارية تعاقدت مع ناسا لإطلاق أقمارها الصناعية إلى العودة لاستخدام أنظمة إطلاق أحادية الاستخدام. عند استئناف الرحلات مع مهمة STS-26، خضع المكوك لتعديلات كبيرة لتحسين الأمان والموثوقية.
بعد انهيار الاتحاد السوفيتي، أطلقت روسيا والولايات المتحدة برنامج المكوك-مير، حيث حل رائد فضاء روسي أولًا ضيفًا على مهمة STS-60 عام 1994، ثم قامت ديسكفري بالاقتراب من محطة مير في مهمة STS-63 دون إرساء. تبع ذلك إرساء مكوك أتلانتيس في مهمة STS-71، محققًا الهدف الأساسي للبرنامج وهو الإرساء بمحطة فضائية ونقل الإمدادات والأفراد. استمر برنامج المكوك-مير حتى 1998 حينما أوقفت سلسلة حوادث في مدار محطة مير البرنامج.
في 2003، تحطم مكوك كولومبيا خلال إعادة الدخول في مهمة STS-107، ما أسفر عن وفاة جميع أفراد الطاقم السبعة، وهو الحدث الذي أدى إلى بدء تقاعد برنامج المكوك. أمر الرئيس جورج دبليو بوش بتقاعد المكوك بعد الانتهاء من محطة الفضاء الدولية. عاد المكوك إلى الخدمة في 2006 لإنجاز عدة مهام لصيانة تلسكوب هابل، قبل أن يتم تقاعده رسميًا بعد مهمة إعادة التزود STS-135 إلى محطة الفضاء الدولية في 2011.

### محطات الفضاء
لم تتخلَ ناسا عن فكرة محطة فضائية بعد إعادة دخول سكاي لاب في عام 1979. بدأت الوكالة في الضغط على السياسيين لدعم بناء محطة فضائية أكبر بمجرد بدء رحلات مكوك الفضاء، وعرّفتها كمختبر مداري، ومحطة إصلاح، ونقطة انطلاق لمهمات إلى القمر والمريخ. وجدت ناسا مؤيدًا قويًا في الرئيس رونالد ريغان، الذي أعلن في خطاب عام 1984:
"كانت أمريكا دائمًا في أوج عظمتها عندما تجرأت على العظمة. يمكننا أن نصل إلى العظمة مجددًا. يمكننا أن نتبع أحلامنا إلى النجوم البعيدة، نعيش ونعمل في الفضاء من أجل مكاسب سلمية واقتصادية وعلمية. الليلة، أنا أوجه ناسا لتطوير محطة فضائية مأهولة بشكل دائم، وأن يتم ذلك خلال عقد من الزمن."
في عام 1985، اقترحت ناسا مشروع محطة الفضاء فريدوم، الذي كان من المتوقع أن يكون برنامجًا دوليًا بمبادرة الوكالة والرئيس ريغان. رغم أن هذا منح المشروع شرعية دولية، كان هناك قلق داخل ناسا من أن المكون الدولي قد يخفّض من سلطتها في المشروع، حيث لم تكن مستعدة سابقًا للعمل مع شركاء محليين أو دوليين كأنداد حقيقيين. كما كانت هناك مخاوف من مشاركة تكنولوجيا فضائية حساسة مع الأوروبيين قد تؤثر على التفوق التقني الأمريكي. في النهاية، تم توقيع اتفاق دولي لتطوير محطة فريدوم مع 13 دولة في 1985، بينها دول وكالة الفضاء الأوروبية وكندا واليابان.
على الرغم من كونها أول برنامج فضائي دولي، كانت محطة فريدوم مثار جدل كبير، خاصة بسبب التكلفة. أجريت عدة إعادة تصميمات في أوائل التسعينيات لتقليل التكاليف، مما أدى إلى تقليص كبير في وظائف المحطة. رغم دعوات إنهاء البرنامج في الكونغرس، استمر البرنامج بشكل كبير لأنه بحلول 1992 وفر 75,000 وظيفة في 39 ولاية أمريكية. في 1993، حاول الرئيس بيل كلينتون تقليص ميزانية ناسا بشكل كبير، وطلب تخفيض التكاليف، مع الحفاظ على الوظائف في صناعة الطيران ودمج الروس في المشروع.
في 1993، أعلنت إدارة كلينتون أن محطة الفضاء فريدوم ستصبح محطة الفضاء الدولية في اتفاق مع روسيا، ما سمح للروس بالحفاظ على برنامجهم الفضائي من خلال دعم مالي أمريكي لتعزيز مكانتهم كأحد أكبر برنامجين فضائيين في العالم. بينما بنت الولايات المتحدة وأطلقت معظم المحطة الدولية، ساهمت روسيا وكندا واليابان ووكالة الفضاء الأوروبية بأجزاء منها. على الرغم من تأكيد ناسا أن الميزانية ستظل 17.4 مليار دولار، إلا أن التكاليف ارتفعت كثيرًا واضطرت ناسا إلى تحويل أموال من برامج أخرى للحفاظ على تمويل المحطة، حيث بلغت التكلفة الإجمالية حوالي 150 مليار دولار، تكفلت الولايات المتحدة بثلثيها. بعد حادثة مكوك الفضاء كولومبيا عام 2003، اضطرت ناسا للاعتماد على إطلاقات صواريخ سويوز الروسية لروادها، وسرّعت تقاعد المكوك في 2011 من استكمال المحطة.
في الثمانينيات، بعد أول رحلة لمكوك الفضاء، بدأت ناسا برنامجًا مشتركًا مع وزارة الدفاع لتطوير طائرة الفضاء الوطنية روكوول X-30، وهي طائرة فضائية ذات مرحلة واحدة إلى المدار، مخصصة لأغراض مدنية وعسكرية. مع نهاية الحرب الباردة، تم إلغاء المشروع عام 1992 قبل أن تصل الطائرة إلى مرحلة الطيران.

### فتح المجال للفضاء التجاري والعودة إلى القمر
بعد حادثة مكوك الفضاء كولومبيا عام 2003، أطلق الرئيس جورج بوش برنامج "كونستليشن" كبديل تدريجي لمكوك الفضاء، بهدف توسيع استكشاف الفضاء ليشمل ما وراء المدار الأرضي المنخفض. كان من المخطط أن يستخدم البرنامج العديد من معدات مكوك الفضاء السابق، مع هدف إعادة إرسال رواد فضاء إلى القمر. ومع ذلك، ألغت إدارة أوباما هذا البرنامج لاحقًا. وقد حذر رواد الفضاء السابقون نيل أرمسترونغ ويوجين سيرنان وجيم لوفيل الرئيس باراك أوباما من أن الولايات المتحدة قد تفقد مكانتها وتصبح قوة فضائية من الدرجة الثانية أو الثالثة إذا لم تطور قدراتها البشرية في الفضاء.
تزايدت الدعوات منذ عهد إدارة الرئيس ريغان لتوسيع دور القطاع الخاص في استكشاف الفضاء بدلاً من الاعتماد الكامل على الوكالة الحكومية. ففي التسعينيات، تعاونت ناسا مع شركة لوكهيد مارتن لتطوير نموذج تجريبي لطائرة الفضاء "إكس-33" ضمن مشروع "فينتشر ستار" الذي كان يهدف إلى استبدال مكوك الفضاء، لكن المشروع أُلغي عام 2001 بسبب مشكلات تقنية. ومع ذلك، شكل هذا التعاون أول استثمار تجاري كبير في تطوير مركبة فضائية. كما دفع ظهور السياحة الفضائية ناسا إلى إعادة تقييم فكرة أن الحكومات فقط هي القادرة على إرسال البشر إلى الفضاء، حيث كان أول سائح فضائي هو دينيس تيتو، مدير استثمارات ومهندس فضاء سابق، الذي سافر إلى محطة الفضاء الدولية لمدة أربعة أيام عبر اتفاق مع الروس، رغم معارضة ناسا.
من بين المؤيدين لهذا التحول نحو الفضاء التجاري كان رائد الفضاء السابق باز ألدرين، الذي رأى أن هذه الخطوة ستعيد ناسا إلى دورها الأساسي كوكالة بحث وتطوير، مع ترك تشغيل أنظمة الفضاء للقطاع الخاص. ومن شأن انتقال العمليات المدارية إلى الشركات التجارية أن يسمح لناسا بالتركيز على استكشاف الفضاء العميق، والعودة بالبشر إلى القمر، ثم التوجه إلى المريخ. وبناءً على هذا النهج، أطلق برنامج الطاقم التجاري الخاص بناسا، حيث بدأ التعاقد مع شركات خاصة لنقل الشحنات إلى محطة الفضاء الدولية، ونجح في أول مهمة تشغيلية من خلال مهمة سبيس إكس كرو ١، التي كانت أول مرة منذ تقاعد مكوك الفضاء التي تُطلق فيها ناسا رواد فضائها من الأراضي الأمريكية، منهية الاعتماد على روسيا.
في عام 2019، أعلنت ناسا عن برنامج أرتميس بهدف العودة إلى القمر وتأسيس وجود بشري دائم هناك، بالتزامن مع توقيع اتفاقيات أرتميس مع الدول الشريكة لوضع قواعد تنظيم النشاط التجاري الفضائي على القمر.
وفي عام 2023، أنشأت ناسا مكتب برنامج القمر إلى المريخ، الذي يُشرف على المشاريع المختلفة، ويضع خطط ومهام الاستكشاف والجداول الزمنية المتعلقة بالقمر والمريخ والعلوم ذات الصلة.

## الرحلات المأهولة
بدأت تجارب ناسا بالطائرات الصاروخية التي تم اتخاذها كخطوة أخرى من قبل وكالة ناسا لدعم رحلات فضائية، وأولها كانت الصواريخ المأهولة والصواريخ التي أطلقتها القوات المسلحة الأمريكية. وعندما تحول الاهتمام إلى الوصول إلى القمر، معقدة الحل المختار ولكن أيضا أكثر اقتصادا. وأدخلت مشاريع داعمة، سواء المأهولة وغير المأهولة وصواريخ أكبر جنبا إلى جنب مع المركبات الفضائية المتقدمة. وبعد الهبوط على سطح القمر ونهاية سباق الفضاء تراجعت الأنشطة التابعة لناسا. وقد بعثت وكالة ناسا أكثر من 100 بعثة مأهولة منذ عام 1958.

### الطائرة الصاروخية إكس 15 (1958-68)
هذه الطائرة قادره على الذهاب إلى أي مكان في العالم والعودة إلى الولايات المتحدة دون التزود بالوقود فهي قادرة على الانطلاق بسرعة تبلغ حوالي سبعة أضعاف سرعة الصوت (7 ماخ) إذ أنها مزودة بمحرك يولد ضغطاً صاروخياً 22.650 كجم ضغط. هذه الطائرة يمكنها أن تجتاز ما بين نيويورك ومنطقة الخليج العربي في نحو 20 دقيقة.

### برنامج ميركوري (1959-63)
هو أول برنامج لرحلات الفضاء البشرية في الولايات المتحدة، ويهدف البرنامج الذي استمر من عام 1959 إلى 1963 إلى وضع الإنسان في مدار حول الأرض. وتم التخطيط المبكر للبرنامج من قبل اللجنة الاستشارية الوطنية للملاحة الجوية، وتم تنفيذ البرنامج بواسطة وكالة ناسا التي كانت حديثة الإنشاء في وقتها.

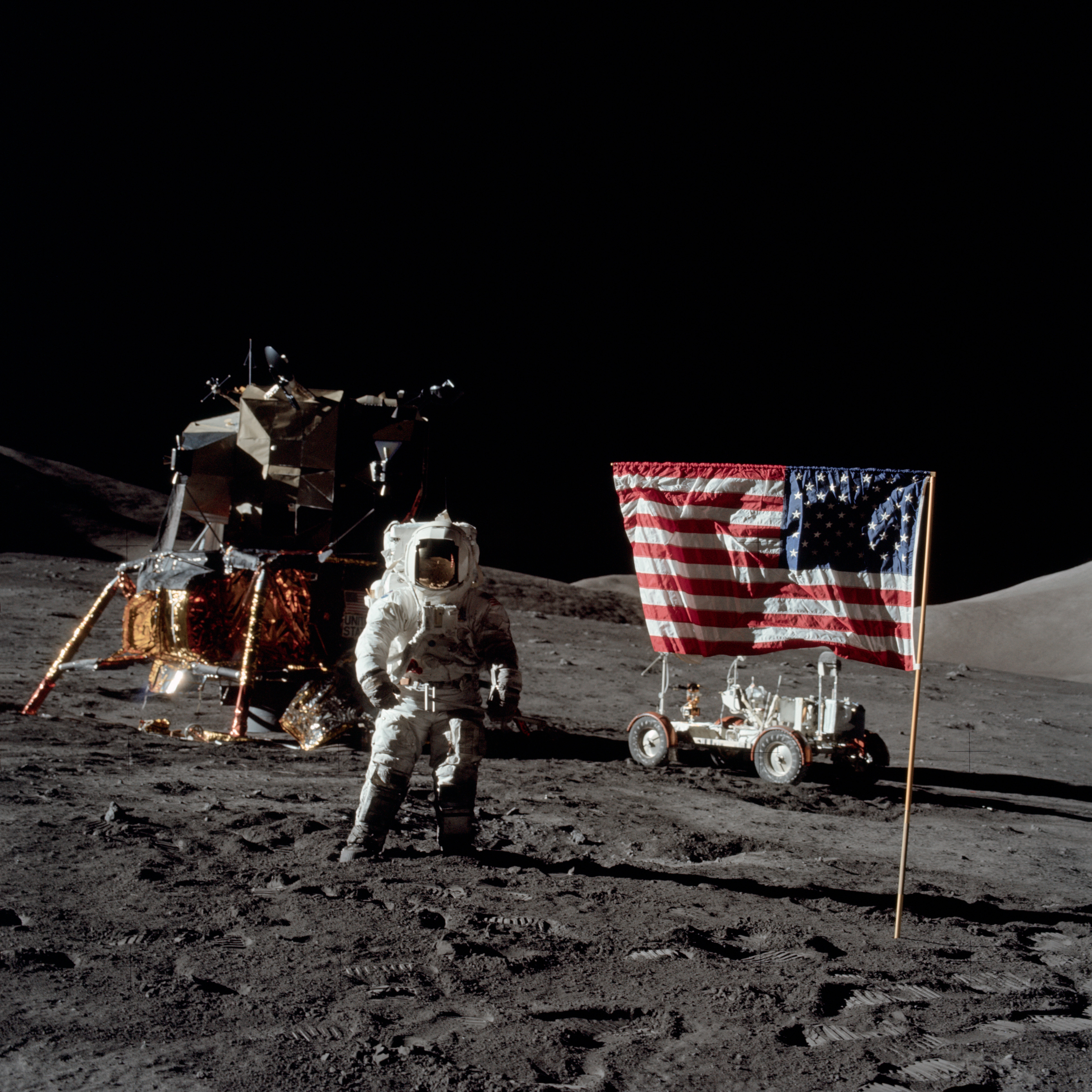
رائد فضاء هاريسون شميت يوم 13 ديسمبر عام 1972 خلال مهمة أبولو 17، وكانت آخر بعثة للهبوط على سطح القمر حتى الآن.

### برنامج أبولو (1969-72)
برنامج أبولو كان مصمماً بهدف هبوط البشر على سطح القمر ثم إرجاعهم سالمين إلى سطح الأرض. ست مهمات (أبولو 11 و12 و14 و15 و16 و17) حققت هذا الهدف. أبولو 7 و9 كانتا مهمتان حول الأرض لإجراء اختبارات القيادة، ولم يعودا ببيانات من القمر. أبولو 8 و10 دارتا حول القمر لإجراء اختبارات حول العناصر المحيطة بالقمر، وقد عادتا بصور لسطح القمر. أبولو 13 لم يهبط على سطح القمر بسبب أعطال لكنه عاد بالصور إلى الأرض. أتت المهمات التي هبطت على سطح القمر عادت بوفرة من المعلومات والبيانات عن سطح القمر كما أتت بما يقرب من 400 كيلوجرام من عينات من القمر. شملت التجارب ميكانيكا التربة، والنيازك، والزلازل، وتجارب على الرياح والمجالات المغناطيسية.
أحد الأسباب التي أدت لبدء المشروع هو المنافسة بين الولايات المتحدة الأمريكية مع الاتحاد السوفياتي حيث كان الاتحاد السوفيتي عام 1961 أول دولة تبعث إنساناً إلى الفضاء يدور حول الإرض كقمر صناعي وهو رائد الفضاء الروسي يوري جاجارين. وكان ذلك في فترة الحرب الباردة. فرأى الكثير من الأمريكيين أنه يجب على الولايات المتحدة التسابق والتفوق على الاتحاد السوفياتي في مجال استكشاف الفضاء.

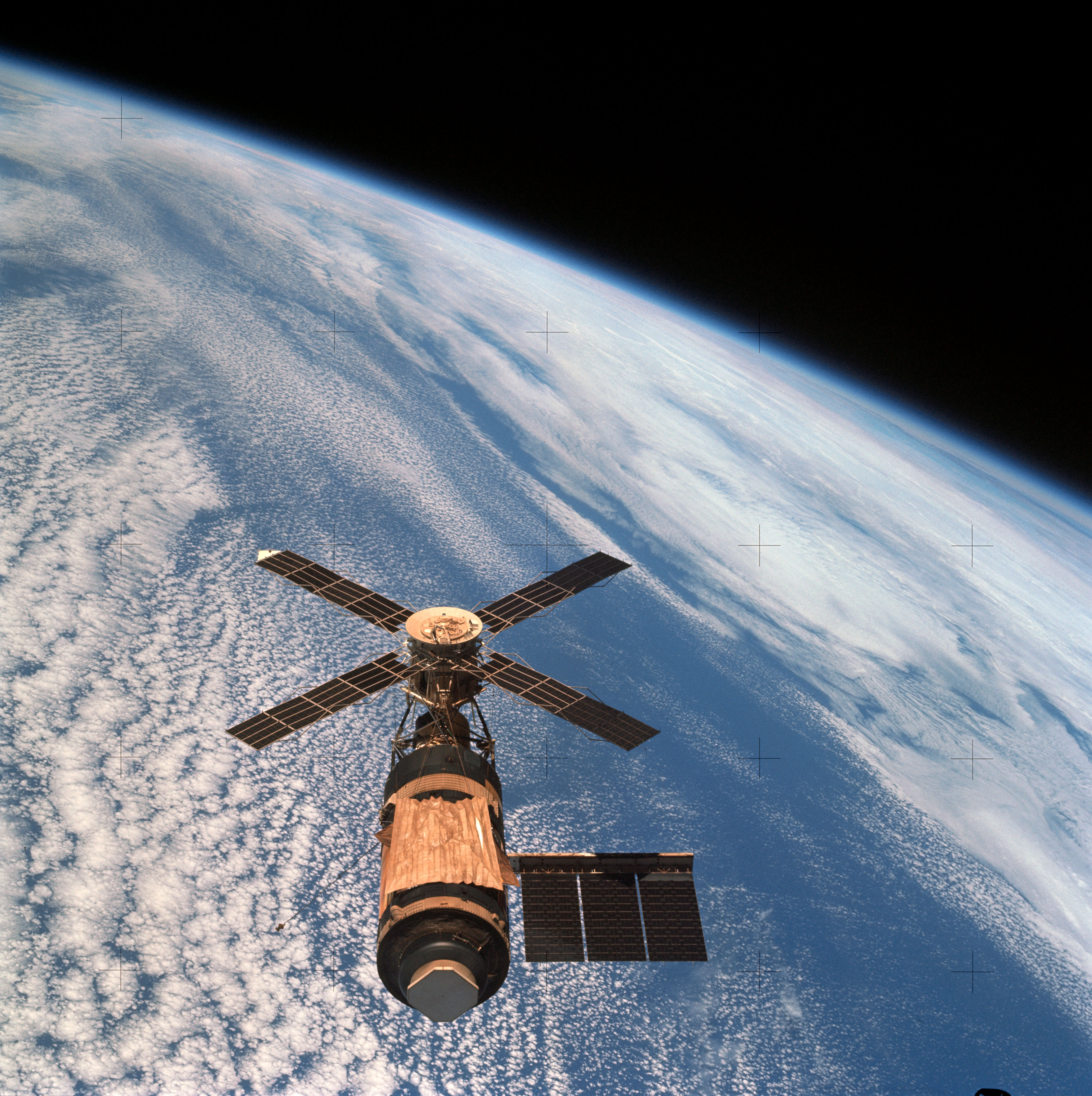
صورة فضائية للمحطة سكاي لاب

### سكاي لاب (1965-79)
مختبر السماء (بالإنجليزية: Skylab) هي أول محطة فضاء تطلقها الولايات المتحدة الأمريكية. كما هي المحطة الوحيدة التي أطلقتها الولايات المتحدة دون مساهمة دول أخرى. وتعتبر سكاي لاب ثاني محطة فضائية تدور في مدار الأرض.

### مكوك فضاء
الخاص بـوكالة ناسا الأمريكية، والذي يدعى رسميا نظام النقل الفضائي (STS)، هو مركبة فضائية تستخدم من طرف حكومة الولايات المتحدة لرحلات الفضاء المأهولة، والذي سحب من الخدمة سنة 2011 بعد 135 عملية إقلاع.

### مشروع أبولو-سويوز التجريبي (1965-79)
(بالإنجليزية: Apollo-Soyuz Test Project) يقوم على الالتحام بين وحدة القيادة لبرنامج أبولو ومركبة سويوز السوفيتية في مدار حول الأرض. هو أول مشروع فضائي مشترك بين الولايات المتحدة والاتحاد السوفيتي، وكان هذا المشروع هو الأخير لبرنامج أبولو وآخر بعثة مأهولة لناسا قبل استخدام مكوك الفضاء في أبريل 1981.
على الرغم من أن المشروع شمل تجارب علمية عديدة (بما في ذلك دراسة كسوف الشمس والتقاط صور للهالة الشمسية)، وقدم معلومات هندسية مفيدة التي من شأنها أن تمهد لبرنامج محطة الفضاء مير، إلا أن المهمة جاءت رمزية، حيث كان ينظر إليها رمزاً لسياسة الانفراج (الاسترخاء أو تخفيف) بين الولايات المتحدة والاتحاد السوفيتي لوضع حد للتوتر في سباق الفضاء.

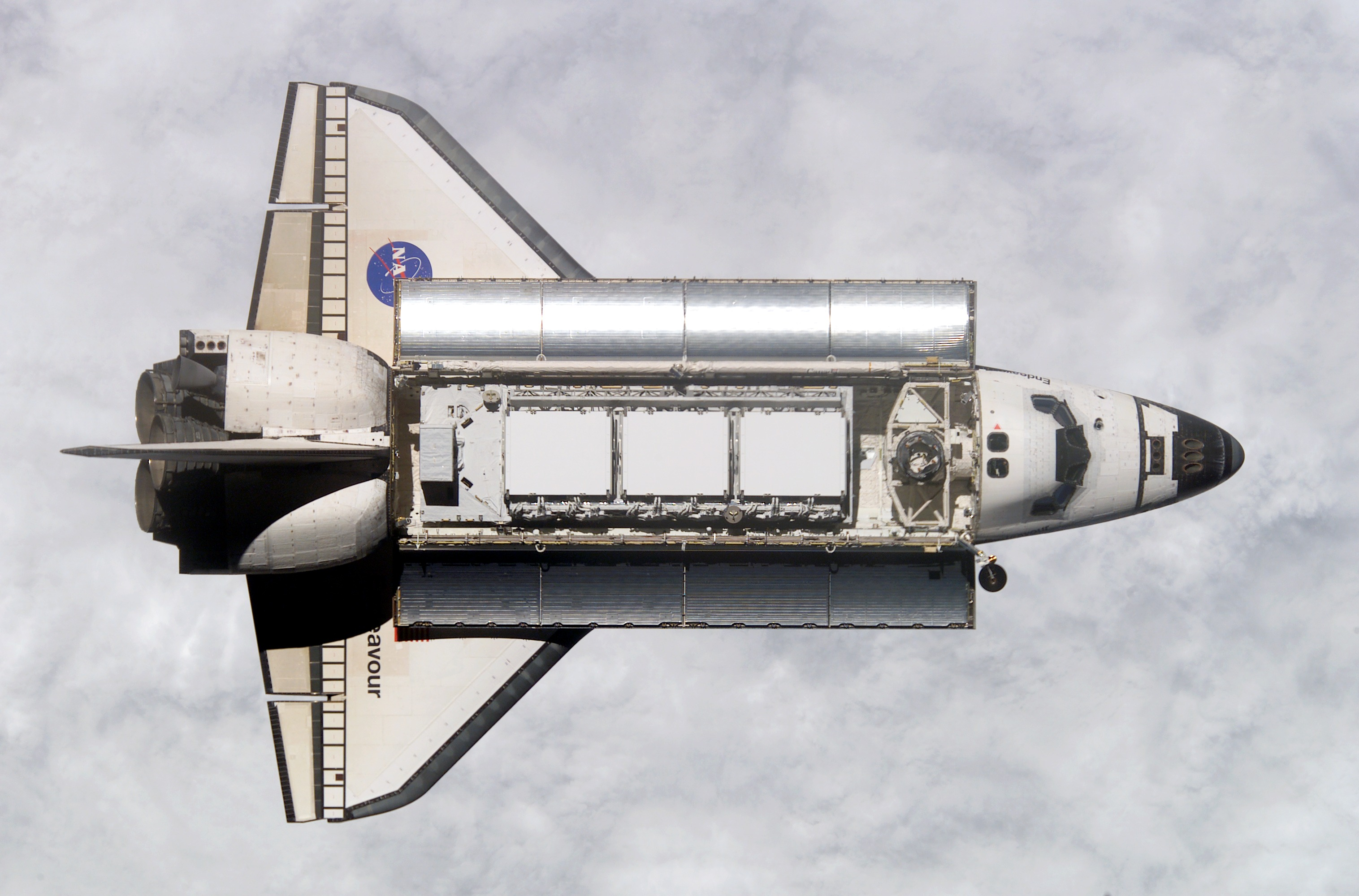
مكوك الفضاء يدور حول الأرض

### عهد مكوك الفضاء
أصبح مكوك الفضاء المشروع الرئيسي لوكالة ناسا في أواخر السبعينيات والفترة التي تلتها في الثمانينات. ويرجع هذا الاهتمام إلى أن فكرة وطريقة عمل مكوك الفضاء تتيح إمكانية إعادة استخدامه وإطلاقه بدون الحاجة إلى إجراء الكثير من الإصلاحات. تم بناء أربعة من مكوكات فضاء مع بداية العام 1985م. أول إطلاق كان مكوك كولومبيا في 12 أبريل عام 1981م.
لم يكن مكوك الفضاء بهذه الروعة ولم يكن خالياً من العيوب. كانت كلفة الرحلات الفضائية بواسطة المكوك الفضائي أعلى من المخطط له، وبعد كارثة تشالنجر Challenger Disaster الذي تسبب في مصرع روّاد الفضاء السبعة الذين كانوا على متنه، فظهرت بشكل أوضح المخاطر التي قد تنجم عن الرحلات الفضائية، وفقد الرأي العام اهتمامه بالرحلات الفضائية.

### مهمات مبكرة أخرى
بالرغم من أن معظم ميزانية وكالة ناسا أنفقت في سبيل الرحلات البشرية الفضائية، إلا أنه كان هناك العديد من الرحلات غير المأهولة التي نفذتها الروبوتات. ففي عام 1962م انطلقت مهمة Mariner 2 غير المأهولة لتكون أول سفينة فضاء تحلق بالقرب من كوكب آخر غير الأرض، هذا الكوكب كان كوكب الزهرة. ومركبات أخرى غير مأهولة مثل Ranger وSurveyor وLuner Orbiter كانت مهمتها لاستطلاع وتخمين الظروف على القمر قبل هبوط مركبات أبولو المأهولة على سطحه. بعد ذلك هبط مسبارا الفايكنج على سطح المريخ وأرسلا صوراً ملونة من المريخ إلى الأرض. وكان هناك أيضاً مركبة فيوجر التي زارت كوكب المشترى، وزحل، وأورانوس، ونبتون، وأرسلت بيانات علمية وصور ملونة إلى الأرض.

### برنامج أرتيمس (2017م – حتى الآن)
منذ عام 2017م، أصبح برنامج «أرتميس» (Artemis) هو برنامج الرحلات الفضائية المأهولة لوكالة ناسا، والذي يتضمن مشاركة شركات رحلات الفضاء التجارية الخاصة في الولايات المتحدة وشركاء دوليين مثل وكالة الفضاء الأوروبية، ووكالة استكشاف الفضاء اليابانية، ووكالة الفضاء الكندية. الهدف من البرنامج هو إنزال "أول امرأة وثاني رجل" على القمر في منطقة القطب الجنوبي للقمر بحلول عام 2025م. سيكون برنامج أرتميس الخطوة الأولى نحو الهدف طويل الأمد المتمثل في إنشاء وجود مُستدام على القمر، ووضع الأساس للشركات لبناء اقتصاد قمري، وثم بشر إلى المريخ.
الخطوة الكبرى القادمة لوكالة ناسا هي بناء «بوابة قمرية»، وهي محطة فضائية صغيرة في مدار القمر. ستُصمم هذه المحطة الفضائية في المقام الأول لاستضافة البشر بشكل غير مستمر. وستكون الخطوات التجريبية الأولى للعودة إلى البعثات القمرية المأهولة هي أرتيمس 2، والتي ستتضمن وحدة طاقم أوريون، ومن المقرر إطلاقها في عام 2025م. من المقرر أن تكون مدة هذه المهمة 10 أيام، ومن المقرر أن تضع طاقمًا مكونًا من أربعة أفراد لفترة وجيزة في مسار تحليق بالقرب من القمر. سيبدأ بناء المحطة الفضائية القمرية بمهمة أرتيمس 3 المقترحة، والتي من المقرر أن تنقل طاقمًا من أربعة أفراد إلى مدار القمر مع الوحدات الأولى من المحطة. ستستمر هذه المهمة لمدة تصل إلى 30 يومًا. تخطط ناسا لبناء المحطة الفضائية العميقة (نسبة لوجودها في الفضاء العميق) كاملة الحجم مثل Lunar Gateway وNautilus-X كجزء من برنامجها NextSTEP (تقنيات الفضاء القادمة للشراكات الاستكشافية).

## الرحلات غير المأهولة
تم تصميم أكثر من 1.000 بعثة غير مأهولة لاستكشاف الأرض والنظام الشمسي. وقد تم إطلاق بعثات مباشرة من الأرض أو من المكوكات الفضائية التي تدور حول الأرض، والتي يمكنها نشر الاقمر الصناعية، أو مع المرحلة الصاروخية. تم إطلاق رحلات أخرى إلى القمر والكواكب وخارج المجموعة الشمسية.

## البحث العلمي

### الطب في الفضاء

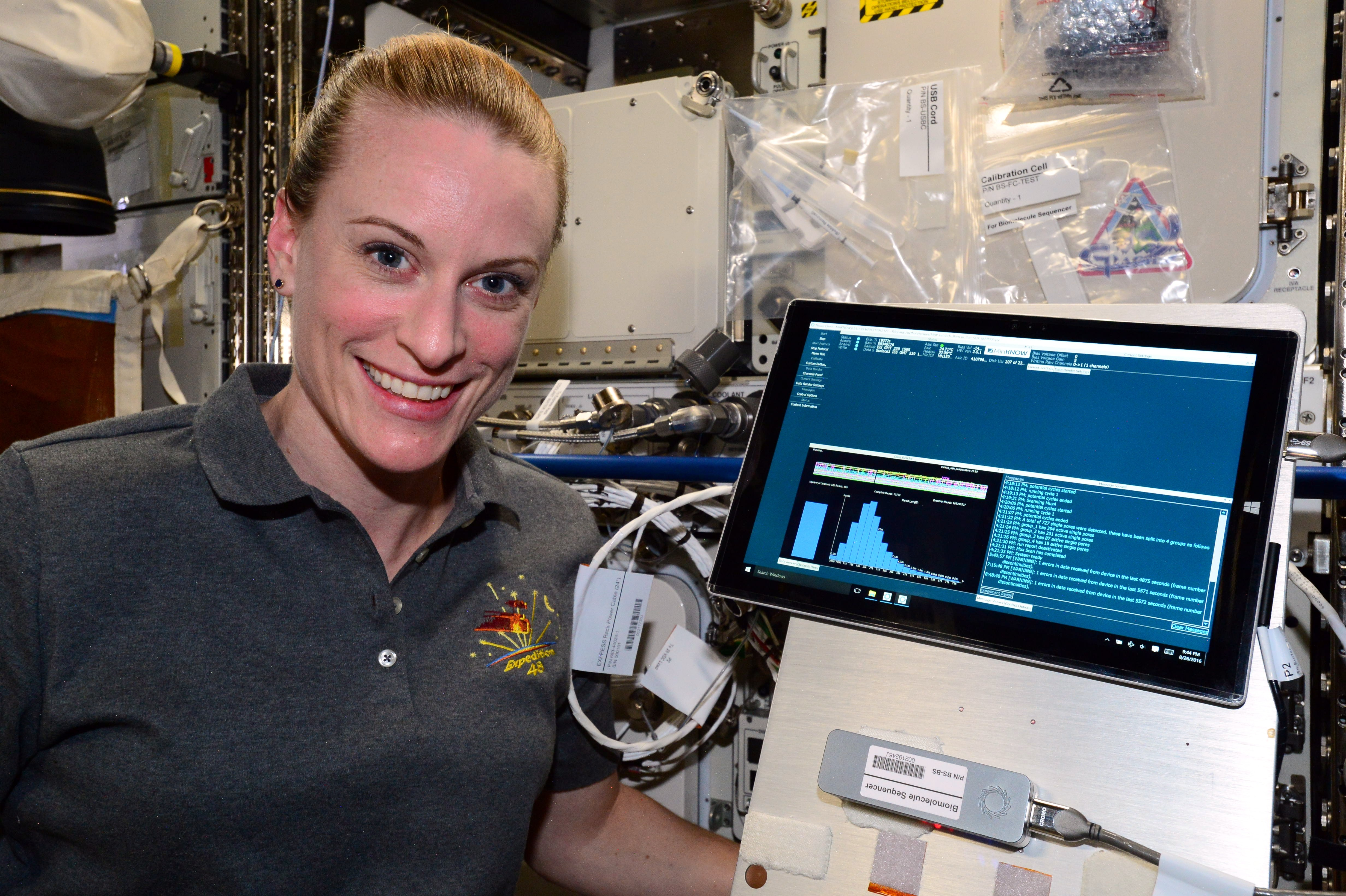
رائدة الفضاء كاثلين روبنز تجري تجارب على الحمض نووي على متن محطة الفضاء الدولية

تجري مجموعة متنوعة وواسعة النطاق من الدراسات الطبية في الفضاء من قبل وكالة الفضاء والمعهد الوطني الأمريكي للبحوث الطبية الحيوية. ومن أبرز هذه البحوث هي الموجات فوق الصوتية التشخيصية المتقدمة في دراسة الجاذبية الصغرى التي يختبرها رواد الفضاء. أيضاً تم مسح الموجات فوق الصوتية تحت إشراف خبراء عن بعد التشخيص والعلاج يحتمل مئات من الحالات الطبية في الفضاء. عادة لا يوجد طبيب على متن محطة الفضاء الدولية. رائد فضاء عرضة لمجموعة متنوعة من المخاطر الصحية بما في ذلك ضغط الدم، نقص المناعة، وفقدان العظام والعضلات، والتعصب الانتصابي بسبب فقدان الصوت، اضطرابات النوم، والإصابة بالإشعاع. الموجات فوق الصوتية توفر فرصة فريدة لرصد هذه الظروف في الفضاء.

### استنفاذ الاوزون
في عام 1975، وجهت وكالة ناسا عن طريق التشريع لبحث ورصد طبقات الجو العليا. هذا أدى إلى برنامج دراسة الغلاف الجوي العلوي وبرنامج بحوث في وقت لاحق نظام رصد الأرض وإرسال أقمار لدراسة طبقة الأوزون. تم الحصول على أول قياسات عالمية شاملة في عام 1978 بعد إرسال القمر الصناعي 7 نيمبوس واستفاد منها علماء وكالة ناسا في معهد غودارد للدراسات الفضائية.

### تبخر الملح
في واحدة من المشاريع في الولايات المتحدة. ساعدت وكالة ناسا بالترميم وتقديم التكنولوجيا حيث ساعد الدولة والحكومة الأمريكية الاتحادية استعادة مياه بقدر 15100 فدان من برك تبخير الملح في جنوب خليج سان فرانسيسكو. وتم استخدام أجهزة استشعار الأقمار الصناعية من قبل العلماء لدراسة تأثير الملح على التبخر في البيئة المحلية.

### علوم الأرض
ساعدت أبحاث وكالة ناسا على فهم التغيرات الطبيعية والتي هي من تأثير الإنسان على البيئة العالمية والهدف الرئيسي لدراسة علوم الأرض التابع لناسا. وتملك وكالة ناسا في الوقت الحالي أكثر من عشرة مركبات فضاء لدراسة علوم الأرض في المدار ودراسة جميع جوانب نظام الأرض (المحيطات والأرض والغلاف الجوي والغلاف الحيوي، بالإضافة إلى الغلاف الجليدي)، مع عدة خطط لإطلاق مراكب فضائية في السنوات القليلة القادمة.

### برامج لاحقة
برنامج النقل الكوكبي اوريون وهي مركبة فضائية تستخدم للسفر إلى كوكب المريخ لصالح وكالة ناسا بالتعاون مع وكالة الفضاء الأوربية، ولانجاز وحدة الخدمة أوريون تم تجربتها في محطة الفضاء الدولية بنجاح.

## الميزانية
مثلت ميزانية ناسا 1% تقريبًا من الميزانية الاتحادية للولايات المتحدة منذ أوائل ستينيات القرن الماضي، لكنها ارتفعت ارتفاعًا حادًا لتصل إلى 4.41% في 1966 على خلفية برنامج أبولو. أجري استفتاء لعامة الأمريكيين أظهر أن معرفتهم بميزانية ناسا مختلفة كثيرًا عن الواقع، حيث رأوا - في المتوسط - أن 20% من الميزانية الاتحادية تذهب لناسا.
بانتهاء تنفيذ برنامج أبولو انخفضت ميزانية ناسا المخصصة لها من الميزانية الاتحادية، ومنذ 2012، تقدر ميزانية ناسا بحوالي 0.48% من الميزانية الفيدرالية. في مارس 2012، شهد نيل ديجراس تايسون أمام لجنة العلوم بالكونغرس الأمريكي حيث قال «الآن، ميزانية ناسا السنوية تمثل نصف قرش من دولار الضرائب. بضعف هذا - قرش من الدولار - يمكن أن نحول هذا البلد من حالة الحقد والكآبة والانهاك الاقتصادي إلى حالة تسترجع فيها حقها بالولادة في القرن العشرين حيث تحلم بالغد. تأسست منظمة بني فور ناسا في 2012 بواسطة جون زيلر، وهي مؤسسة غير ربحية تدعو إلى مضاعفة ميزانية ناسا إلى واحد بالمائة من الميزانية الفيدرالية.»

## اقرأ أيضاً
- معهد علم الأحياء الفلكية بناسا
- قائمة مدراء ونواب وكالة ناسا
- مركز هارفارد-سميثونيان للفيزياء الفلكية
- تاكسي الفضاء (ناسا)
- منشأة ناسا للحواسيب الفائقة
- جون هوارد دشر

## هوامش
- ملاحظة 1 وذلك من الاسم الرسمي الكامل باللغة الإنجليزية National Aeronautics and Space Administration

## وصلات خارجية
- الصفحة الرئيسية لموقع ناسا
- تلفاز ناسا
- مقاطع فيديو من موقع ناسا